# Laudelino de Xangô
Laudelino de Xangô (RJ, ?? – RJ, 1988), filho de Astrogildo dos Santos e de Dolores dos Santos, foi um sacerdote ibomina malê, adifá (líder dos alufás) do Axé Obá Ibo.

## Iniciação e sacerdócio
Laudelino dos Santos recebeu de seu sacerdote, o alufá muçurumim Arnaldo Babaribô, o orucó Loxemoju (O dono do machado que nos reconhece pelo olhar) e os ensinamentos sobre a religiosidade dos malês ibominas]. Teve como ojubonã (mãe criadeira e irmã de santo) Maria Sabina dos Santos (Sabina de Omolu), a qual reconhecia como mãe (sacerdotisa).
Ele morava no Morro do São Carlos (Estácio) e trabalhava no cais do porto, na Pedra do Sal, onde conhecera seu sacerdote e, consequentemente, fora iniciado religiosamente (por volta dos 17 anos). Alguns anos após ser iniciado para Xangô, foi morar em São João de Meriti e fundar seu templo religioso. Laudelino, como seu sacerdote e sua linhagem religiosa africana,  era filiado na época no terreiro  castelo da mina. Conforme seus mais velhos, dava seguimento aos ensinamentos  africanos aprendidos. No entanto, quando insistentemente perguntado, costumava dizer pertencer ao Axé Obaribô ou Axé do Baixão (antigo Matatu Grande, onde ficava o Ilê Ogunjá – Salvador/Bahia, templo de seu avô de santo).
O templo religioso Ilê Xangô Ogodô, do qual Laudelino Loxemoju era sacerdote (aboré), ficava na antiga estrada de Minas (Avenida Getúlio de Moura), esquina com a rua Maria Lucinda, no bairro Vila Tiradentes, em São João de Meriti/RJ. Ele vivia com Zilda Gomes da Silva (Oiassemi de Oiá Bagã - "Oiá me fez viver"), que era descendente religiosa do Senhor Neres (Àse Boca Rica - Nagô Xambá) e de Wilson Bandeira Branca (Fatemi). Laudelino e Zilda adotaram uma criança, a qual era conhecida como Lúcia de Oiá. Essa foi casada com Waldir de Oxum, que foi iniciado na casa do Zé Macuco, filho de santo de Tata Fomotinho.

## Inatividade do sacerdócio
O último noviço iniciado por Laudelino foi um menino de Oxalufã, em 1967.  Por problemas particulares e religiosos, a instituição religiosa denominada por Ilê de Xangô Ogodô ficou inativa a partir de Setembro de 1967, conforme determinação de Xangô. 
Após a determinação de seu eborá, Laudelino passou a realizar toques de Umbanda e Omolocô na Curva do S, em São João de Meriti/RJ. Nessa época ficou mais conhecido como Laudelino de Arranca-Toco, única entidade a manifestar-se após determinação de Xangô.

## Falecimento
Em 1988, o adifá Laudelino Loxemoju  faleceu na casa onde morava, na rua Guimarães, em Vila Tiradentes, São João de Meriti/RJ. No candomblé de um conhecido, no dia 28 de novembro,  cerca de uma semana antes do falecimento, Ogodô fizera-se presente na apresentação de um noviço. Laudelino não sofria a possessão de seu eborá há 21 anos.
Juntamente com o aboré Antônio Penna de Obatalá, Laudelino Loxemoju foi o idealizador do registro oficial do Axé Obá Ibo, tornando-se o primeiro sumo sacerdote (adifá) dessa confraria religiosa ibomina, no Brasil.